# Diócesis de Waterford y Lismore
La diócesis de Waterford y Lismore (en latín: Dioecesis Vaterfordiensis et Lismoriensis, en inglés: Roman Catholic Diocese of Waterford and Lismore y en irlandés: Deoise Phort Láirge agus Lios Mór) es una circunscripción eclesiástica de la Iglesia católica en la República de Irlanda. Se trata de una diócesis latina, sufragánea de la arquidiócesis de Cashel y Emly. Desde el 2 de febrero de 2015 su obispo es Alphonsus Cullinan.

## Territorio y organización

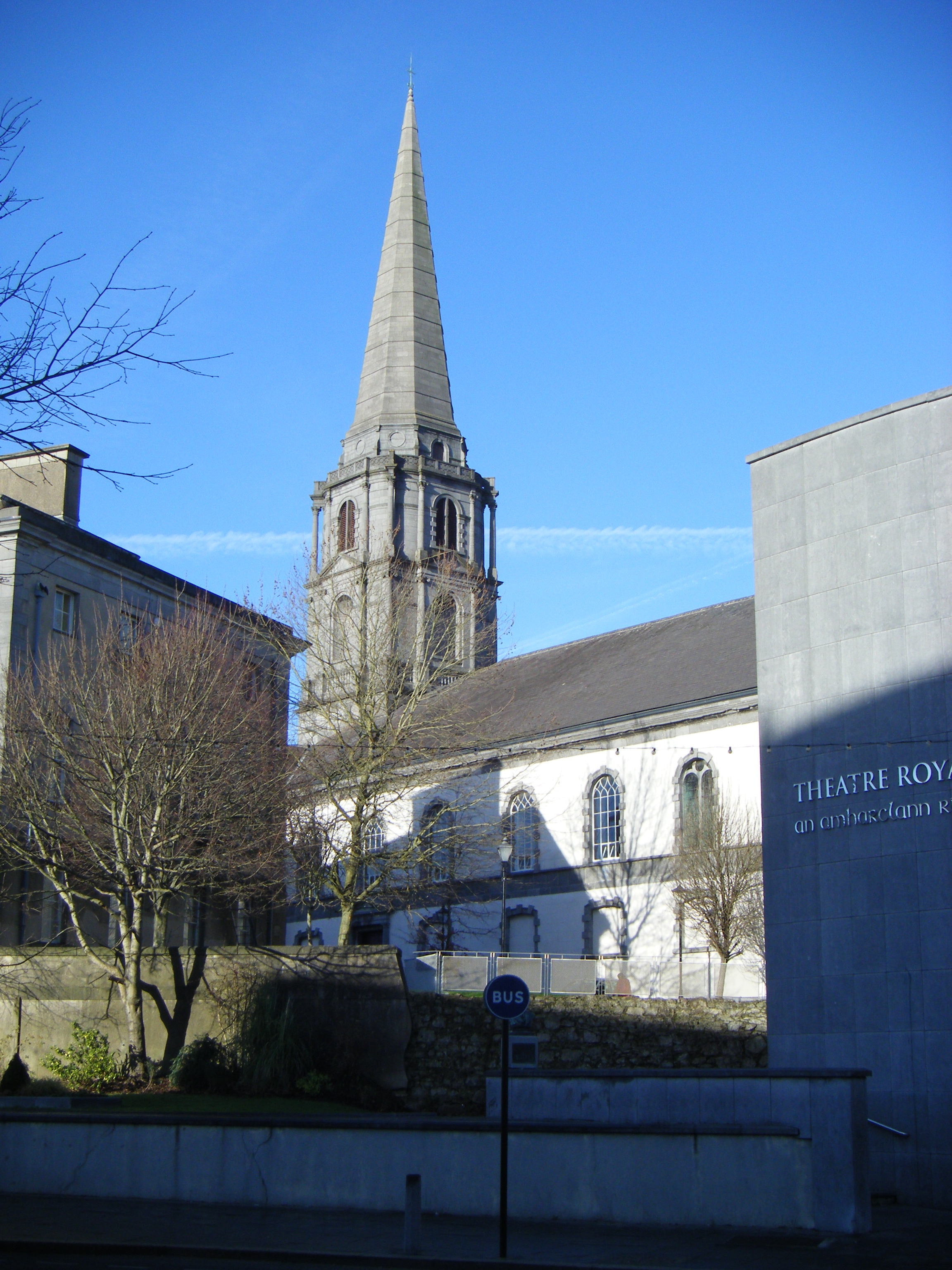
Catedral de la Santísima Trinidad, Iglesia de Cristo, perteneciente a la Iglesia de Irlanda desde la Reforma anglicana

La diócesis tiene 2542 km² y extiende su jurisdicción sobre los fieles católicos de rito latino residentes en el condado de Waterford, gran parte del condado de Tipperary y una pequeña parte del condado de Cork.

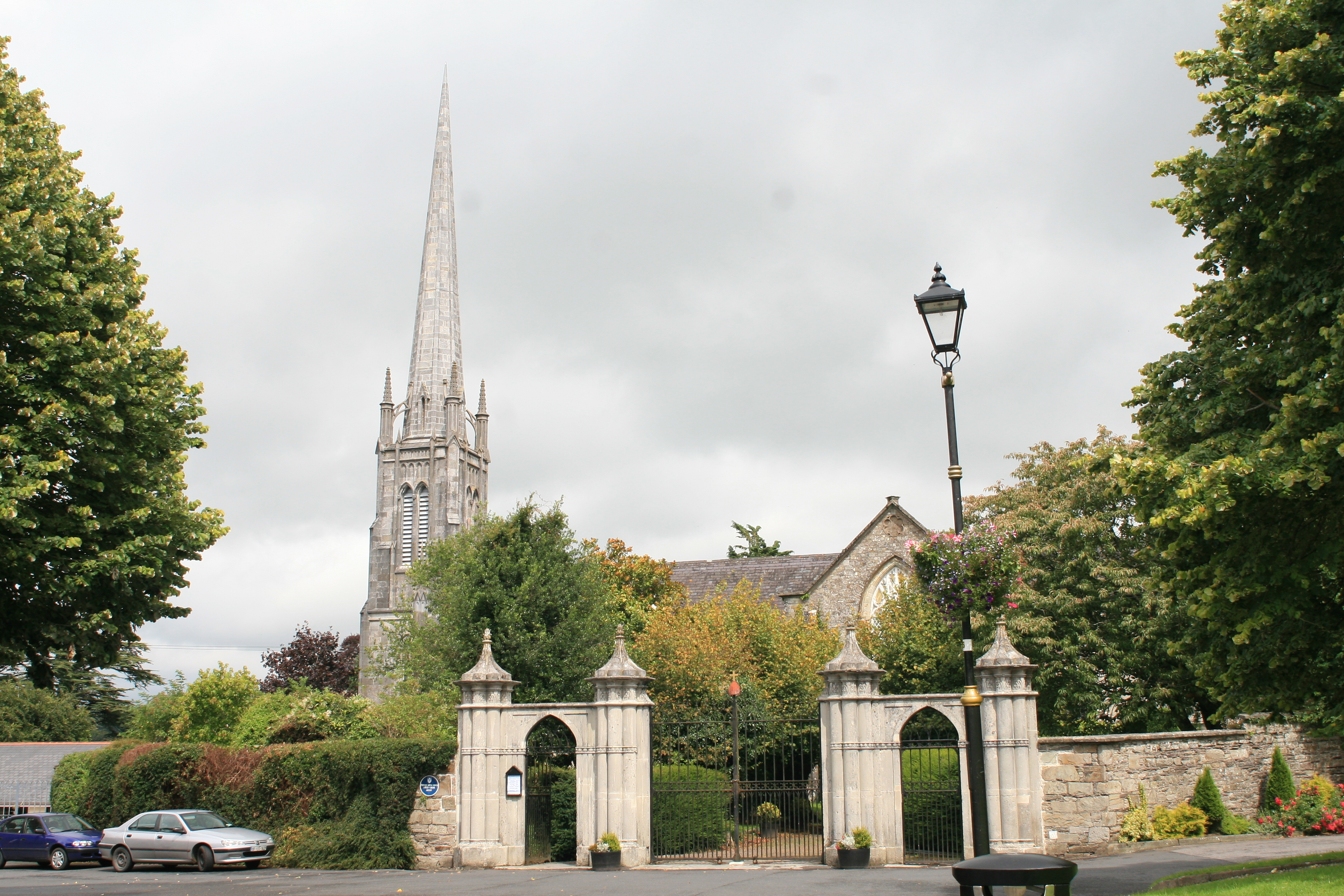
Catedral de San Cartago, en Lismore, perteneciente a la Iglesia de Irlanda desde la Reforma anglicana

La sede de la diócesis se encuentra en la ciudad de Waterford, en donde se halla la Catedral de la Santísima Trinidad, construida desde 1793, por lo que es la catedral católica más antigua de Irlanda. La Catedral la Santísima Trinidad, Iglesia de Cristo, en Waterford, y la Catedral de San Cartago, en Lismore, pertenecen a la Iglesia de Irlanda desde la Reforma anglicana. En Ardmore se hallan las ruinas de la Catedral de San Declano.

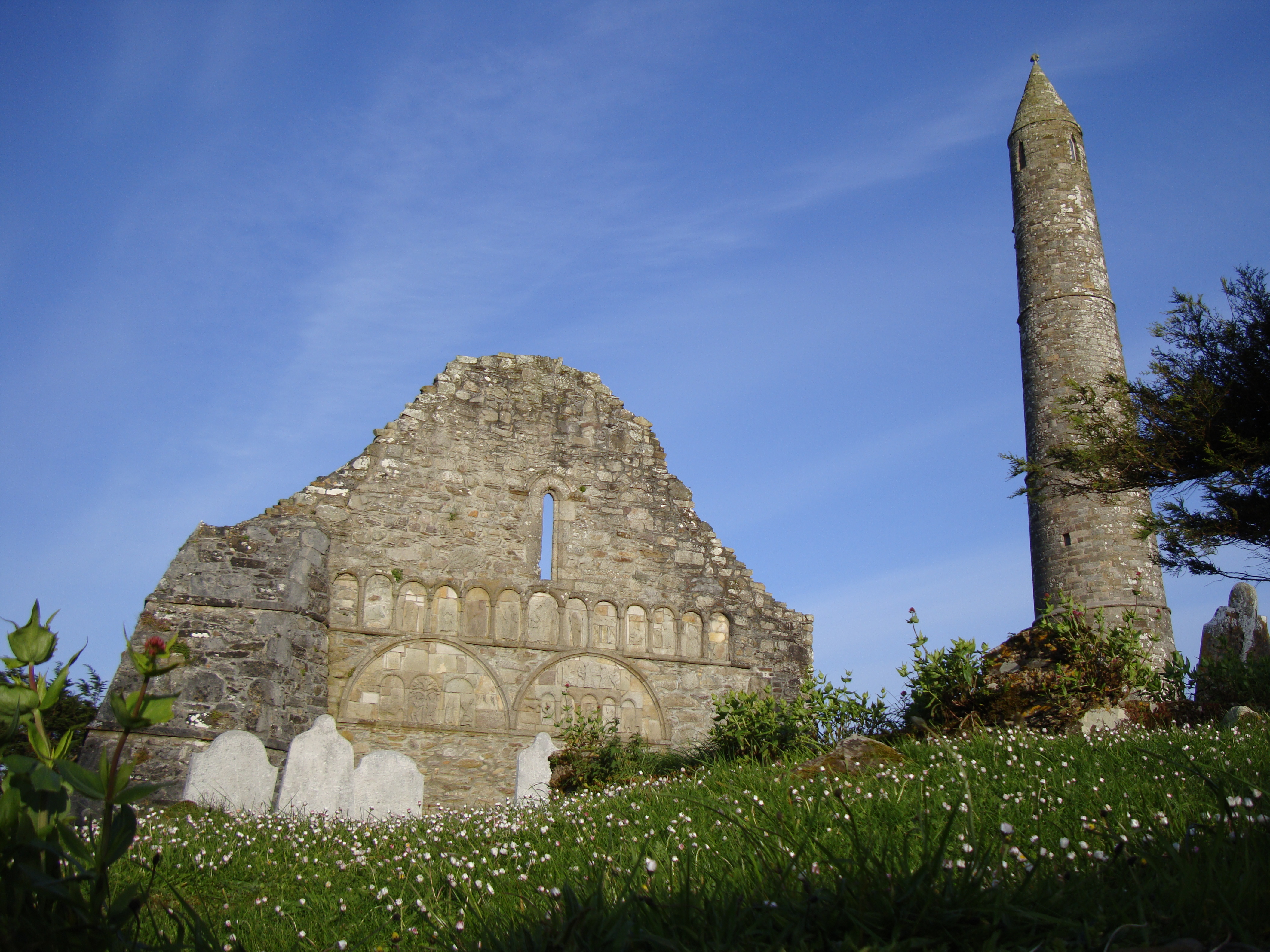
Ruinas de la excatedral de San Declano, en Ardmore

En 2022 en la diócesis existían 45 parroquias.

## Historia

### Diócesis de Lismore
La evangelización de la región se realizó a partir del siglo V. San Cartago en el siglo VII fundó una gran escuela monástica en Lismore. La Iglesia irlandesa permaneció dividida en distritos eclesiásticos centrados en monasterios hasta el Sínodo de Ráth Breasail en 1111, cuando se estableció un distrito territorial dividido en diócesis, incluida la diócesis de Lismore.
En el Sínodo de Kells de 1152, la diócesis de Ardmore fue suprimida y su territorio se incorporó a la diócesis de Lismore. Sin embargo, continuó de hecho existiendo y la última referencia a un obispo independiente de Ardmore data de 1210, cuando el papa Inocencio III la incluyó entre las 11 diócesis sufragáneas de Cashel, y posteriormente se incorporó efectivamente a la diócesis de Lismore.

### Diócesis de Waterford
Desde la época vikinga, Waterford se había convertido en un asentamiento danés y se estaba convirtiendo gradualmente al cristianismo. Los inicios de la diócesis de Waterford se pueden fechar con bastante certeza. La ciudad nórdica de Waterford se convirtió en obispado el 27 de diciembre de 1096, cuando Anselmo, arzobispo de Canterbury, consagró a Malco (Máel Ísu Ua hAinmere) como su primer obispo. La diócesis se separó de Lismore y fue sufragánea de Canterbury, y a diferencia de Ardmore y de Lismore, no tenía ascendencia monástica.
El Sínodo de Kells menciona claramente a Waterford como una sede distinta de Lismore. Sin embargo, Waterford era la diócesis más pequeña de Irlanda e incluía un territorio solo un poco más grande que la ciudad. La catedral de Waterford fue construida en el siglo XIII y sobrevivió hasta 1770. Desde el Sínodo de Kells pasó a ser sufragánea de Cashel.

### Diócesis de Waterford y Lismore
El papa Juan XXII decretó el 31 de junio de 1327 que las diócesis de Waterford y Lismore se unirían tras el fallecimiento de cualquiera de los obispos vivos, Nicholas Welifed de Waterford (fallecido en 1337) y John Leynagh de Lismore (fallecido en 1354). Sin embargo, esto no ocurrió hasta el 16 de junio de 1363, cuando Thomas le Reve, sucesor de Leynagh en Lismore, asumió las funciones del obispado de Waterford, aunque continuaron teniendo dos catedrales y cabildos catedralicios separados. Sin embargo, Lismore tuvo precedencia sobre Waterford, debido a su antigüedad, de modo que los obispos hasta el período de la Reforma protestante se mencionan bajo el título de obispo de Lismore y Waterford, estrictamente en ese orden.
En el momento de la Reforma protestante el obispo Nicholas Comyn prestó el juramento de supremacía en Clonmel a principios de 1539 y renunció o fue depuesto el 21 de julio de 1550. John Macharay fue nombrado por el papa en su lugar, pero falleció meses después. El 9 de junio de 1551 el rey protestante Eduardo VI de Inglaterra nombró obispo a Patrick Walsh, quien durante el reinado de la reina católica María I de Inglaterra fue reconocido obispo por la Santa Sede circa 1555/1556. Con la ascensión al trono de la reina Isabel I de Inglaterra en 1558, defendió la supremacía real y falleció en el cargo en 1578 como anglicano. Le sucedió Marmaduke Middleton, nombrado por la reina el 31 de mayo de 1579 iniciando la sucesión anglicana de la diócesis de Waterford de la Iglesia de Irlanda, que duró hasta 1833 cuando se integró en la arquidiócesis de Cashel, llamada diócesis de Cashel y Waterford entre 1838 y 1977, y desde ese año es la actual diócesis de Cashel y Ossory. 
Después de la muerte de Patrick Walsh la diócesis permaneció vacante durante cincuenta años y enfrentó largos períodos de vacancia también en la segunda mitad del siglo XVII, con el intervalo del episcopado de John Brenan, quien sin embargo a partir de 1677 fue transferido a la arquidiócesis de Cashel, conservando también las diócesis de Lismore y Waterford, sin residir allí.
En 1793 comenzaron los trabajos de construcción de la nueva Catedral de Waterford, que se completó durante los siguientes cien años.

## Estadísticas
Según el Anuario Pontificio 2023 la diócesis tenía a fines de 2022 un total de 127 500 fieles bautizados.
| Año                                                                             | Población | Población | Población      | Sacerdotes | Sacerdotes | Sacerdotes | Católicos por sacerdote | Diáconos permanentes | Religiosos | Religiosos | Parroquias y cuasiparroquias |
| Año                                                                             | Católicos | Total     | % de católicos | Total      | Diocesanos | Regulares  | Católicos por sacerdote | Diáconos permanentes | Masculinos | Femeninos  | Parroquias y cuasiparroquias |
| ------------------------------------------------------------------------------- | --------- | --------- | -------------- | ---------- | ---------- | ---------- | ----------------------- | -------------------- | ---------- | ---------- | ---------------------------- |
| 1950                                                                            | 104 900   | 107 350   | 97.7           | 205        | 125        | 80         | 511                     |                      | 275        | 678        | 39                           |
| 1970                                                                            | 98 126    | 99 235    | 98.9           | 208        | 123        | 85         | 471                     |                      | 351        | 700        | 39                           |
| 1980                                                                            | 117 900   | 119 000   | 99.1           | 193        | 107        | 86         | 610                     |                      | 218        | 607        | 44                           |
| 1990                                                                            | 124 977   | 126 613   | 98.7           | 207        | 110        | 97         | 603                     |                      | 207        | 577        | 45                           |
| 1999                                                                            | 135 419   | 137 564   | 98.4           | 188        | 103        | 85         | 720                     |                      | 150        | 472        | 45                           |
| 2000                                                                            | 137 364   | 139 477   | 98.5           | 186        | 102        | 84         | 738                     |                      | 145        | 460        | 45                           |
| 2001                                                                            | 138 829   | 140 969   | 98.5           | 180        | 102        | 78         | 771                     |                      | 137        | 448        | 45                           |
| 2002                                                                            | 135 879   | 138 649   | 98.0           | 173        | 101        | 72         | 785                     |                      | 126        | 429        | 45                           |
| 2003                                                                            | 135 879   | 138 649   | 98.0           | 167        | 98         | 69         | 813                     |                      | 123        | 417        | 45                           |
| 2004                                                                            | 136 029   | 140 506   | 96.8           | 161        | 95         | 66         | 844                     |                      | 116        | 395        | 45                           |
| 2010                                                                            | 144 027   | 152 136   | 94.7           | 154        | 96         | 58         | 935                     |                      | 98         | 317        | 45                           |
| 2014                                                                            | 146 657   | 158 493   | 92.5           | 133        | 84         | 49         | 1102                    |                      | 82         | 248        | 45                           |
| 2017                                                                            | 148 500   | 161 700   | 91.8           | 129        | 81         | 48         | 1151                    |                      | 81         | 251        | 45                           |
| 2020                                                                            | 146 502   | 162 437   | 90.2           | 121        | 73         | 48         | 1210                    | 3                    | 85         | 192        | 37                           |
| 2022                                                                            | 127 500   | 170 000   | 75.0           | 117        | 69         | 48         | 1089                    | 3                    | 87         | 189        | 45                           |
| Fuente: Catholic-Hierarchy, que a su vez toma los datos del Anuario Pontificio. |           |           |                |            |            |            |                         |                      |            |            |                              |

## Episcopologio

### Obispos de Waterford
- Malchus, O.S.B. † (28 de diciembre de 1096 consagrado-después de 1110)
- Aelisa O'Hamire † (antes de 1135-1136 falleció)
- Rostius (o Tostius) † (mencionado en 1152)
- Augustine † (1175-después de 1179)
- Robert † (mencionado en 1200)
- David Walsh † (1204 consagrado-1209 falleció)
- Robert † (1210 consagrado-1222 falleció)
- William Wace † (7 de abril de 1223-?)
- Walter, O.S.B. † (20 de agosto de 1227-?)
- Stephen † (antes de 1238-1246 falleció)
- Henry † (11 de marzo de 1249-antes de 1251)
- Philip † (26 de marzo de 1252-?)
- William † (2 de abril de 1255-1272 falleció)
- Stephen de Fulburn, O.F.M. † (1273 consagrado-12 de julio de 1286 nombrado arzobispo de Tuam)
- William de Fulburn, O.F.M. † (12 de julio de 1286-1307 falleció)
- Matthew † (14 de diciembre de 1307-18 de diciembre de 1322 falleció)
- Nicholas Welifed † (20 de marzo de 1323-junio de 1337 falleció)
- Richard Francis † (1338-? falleció)
- Roger Cradock † (3 de marzo de 1350-15 de diciembre de 1361 nombrado obispo de Llandaff)

### Obispos de Waterford y Lismore
- Thomas la Reve † (16 de junio de 1363-1393 falleció)
- Robert Read, O.P. † (9 de septiembre de 1394-26 de enero de 1396 nombrado obispo de Carlisle)
- Thomas Spankford † (27 de enero de 1396-1397 falleció)
- John Deping, O.P. † (11 de julio de 1397-4 de febrero de 1400 falleció)
- Thomas Snell † (26 de mayo de 1400-circa 1406 nombrado obispo de Ossory)
- Roger Appleby † (circa 1406-1409 falleció)
- John Geese, O.Carm. † (29 de agosto de 1409-? depuesto)
- Thomas Colby, O.Carm. † (9 de febrero de 1414-?)
- John Geese, O.Carm. † (4 de diciembre de 1422-22 de diciembre de 1425 falleció) (por segunda vez)
- Richard Ankel † (27 de febrero de 1426-7 de mayo de 1446 falleció)
- Robert Poer † (2 de septiembre de 1446-circa 1471 falleció)
- Richard Martin, O.F.M. † (9 de marzo de 1472-? falleció)
- John Cutwart † (17 de marzo de 1475-1479 renunció)
- Nicholas O'Henisa, O.Cist. † (26 de mayo de 1480-?)
- John Bulcomp † (19 de septiembre de 1483-?)
- Thomas Purcel † (1486-circa 1517 falleció)
- Nicholas Comyn † (13 de abril de 1519-principios de 1539 firmó el Acta de Supremacía y se volvió cismático anglicano)
  - Nicholas Comyn † (principios de 1539-21 de julio de 1550 renunció o fue depuesto) (obispo cismático anglicano)
- John Macharay, O.F.M.Obs. † (21 de julio de 1550'-circa 1551 falleció)
  - Patrick Walsh † (9 de junio de 1551 nombrado por el rey-circa 1555/1556 reconocido por la Santa Sede) (obispo cismático anglicano)
- Patrick Walsh † (circa 1555/1556-circa 1558 se volvió protestante anglicano nuevamente)
  - Sede vacante (?-1629)
- Patrick Comerford, O.E.S.A. † (12 de febrero de 1629-10 de marzo de 1652 falleció)
  - Sede vacante (1652-1671)
- John Brenan † (19 de agosto de 1671-1693 falleció)
  - Sede vacante (1693-1696)
- Richard Piers † (21 de mayo de 1696-29 de mayo de 1739 renunció)
- Sylvester Lloyd, O.F.M. † (29 de mayo de 1739-1750 falleció)
- Peter Creagh † (1750 por sucesión-1774 falleció)
- William Egan † (1774 por sucesión-antes del 28 de noviembre de 1796 falleció)
- Thomas Hussey † (enero de 1797-julio de 1803 falleció)
- John Power † (27 de enero de 1804-27 de enero de 1816 falleció)
- Robert Walsh † (4 de julio de 1817-1 de octubre de 1821 falleció)
- Patrick Kelly † (9 de febrero de 1822-8 de octubre de 1829 falleció)
- William Abraham † (12 de enero de 1830-23 de enero de 1837 falleció)
- Nicholas Foran † (6 de junio de 1837-11 de mayo de 1855 falleció)
- Dominic O'Brien † (29 de julio de 1855-12 de junio de 1873 falleció)
- John Power † (20 de mayo de 1873-17 de diciembre de 1887 falleció)
- Piers (Peter) Power † (17 de diciembre de 1887 por sucesión-22 de mayo de 1889 falleció)
- John Egan † (19 de noviembre de 1889-10 de junio de 1891 falleció)
- Richard Alfred Sheehan † (15 de enero de 1892-14 de octubre de 1915 falleció)
- Bernard Hackett, C.SS.R. † (29 de enero de 1916-1 de junio de 1932 falleció)
- Jeremiah Kinane † (21 de abril de 1933-31 de enero de 1942 nombrado arzobispo coadjutor de Cashel[nota 1])
- Daniel Cohalan † (30 de enero de 1943-27 de enero de 1965 falleció)
- Michael Russell † (8 de noviembre de 1965-27 de mayo de 1993 retirado)
- William Lee † (27 de mayo de 1993-1 de octubre de 2013 renunció)
- Alphonsus Cullinan, desde el 2 de febrero de 2015